# 大棧橋

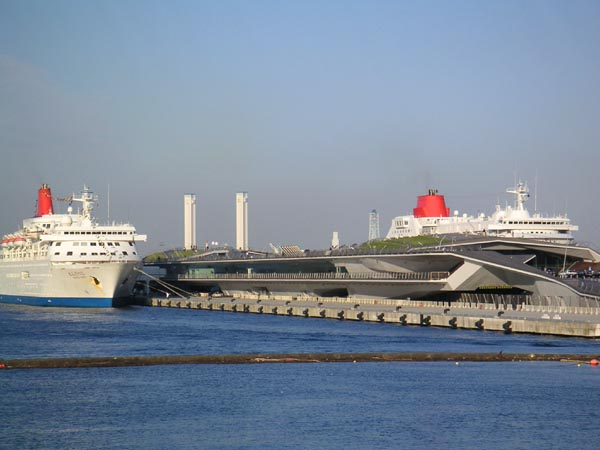

大棧橋（日语：大さん橋、おおさんばし）是位於日本神奈川縣橫濱市中区的一座橫濱港的港灣設施。這座棧橋的前身是完成於1894年鐵棧橋。大棧橋包括橫濱港大棧橋碼頭和橫濱港大棧橋國際客船航廈，是橫濱港的日本國內外客船主要停靠碼頭，也是橫濱市的主要景點之一。

## 外部連結
- 横浜港大さん橋国際客船ターミナル （页面存档备份，存于）（公式サイト）
- 大さん橋ふ頭 （页面存档备份，存于）（横浜市港湾局）
- みなとオアシス横浜港 （页面存档备份，存于）（関東地方整備局）

35°27′6″N 139°38′52″E / 35.45167°N 139.64778°E